# Мишел Турние
Мишел Турние (на френски: Michel-Marie-Édouard Tournier) е френски писател. През 1967 г. романът му „Петкан или чистилището на Пасифика“ печели „Голяма награда за роман на Френската академия“  и през 1970 г. „Горски цар“ („Le Roi des aulnes“) му донася „Гонкур“.

## Биография и творчество
Роден е в Париж на 19 декември 1924 г. Като юноша първоначално има амбицията да стане писател, но открива философията, дисциплина на която решава да се посвети. Проваля се на приемния изпит във Висшата Нормална школа, така че се записва в Сорбоната, където защитава дипломна рабора върху Платон. На конкурса за преподаватели, "агрегацията", също се проваля, така че се обръща отново към литературата - занимава се с критика, журналистика, преводи. В течение на десет години, 1958-68, е главен редактор на голямото издателство "Плон". Първия си роман публикува когато вече е прехвърлил четиридесетте. Художествените му текстове са в сферата на фантастичното, а го вдъхновяват традиционната немска култура, католицизма и философиите на Гастон Башлар. Член е на Академията „Гонкур“. Романът „Метеорите“ („Les Météores“) (1975) изследва темите за близначеството и хомосексуализма. Умира на 18 януари 2016 г. в Шоазел, департамент Ивлин, където прекарва последните години от живота си.

### Романи
- Vendredi ou les Limbes du Pacifique (1967)
- Le Roi des aulnes (1970)
- Vendredi ou la Vie sauvage (1971)
- Les Météores (1975)
- Gaspard, Melchior & Balthazar (1980)
- Gilles et Jeanne (1983)
- La Goutte d'Or (1985)
- La Couleuvrine (1994)
- Eléazar ou la Source et le Buisson (1996)

### Сборници с разкази и новели
- Le Coq de bruyère (1978)
- La Fugue du Petit Poucet (1979)
- Pierrot ou les secrets de la nuit (1979)
- Barbedor (1980)
- Le Médianoche amoureux (1989)
- Sept contes (1998)

### Есеистика
- Le Vent Paraclet (1978)
- Le Vol du vampire (1981)
- Vues de dos (1981). Фотографии на Едуар Буба
- Des clefs et des serrures (1983). С фотографии.
- Petites Proses (1986)
- Le Tabor et le Sinaï (1988)
- Le Crépuscule des masques (1992). За фотографията и фотографите.
- Le Pied de la lettre (1994)
- Le Miroir des idées (1994)
- Le Vol du vampire (1994)
- Célébrations (1999)
- Journal extime (2002)
- Allemagne, un conte d'hiver de Henri Heine (2003)
- Le Bonheur en Allemagne? (2004)
- Les Vertes lectures (2006)
- Voyages et paysages (2010)
- Je m'avance masqué (2011).

### Издания на български
- „Дивият петел“ (разкази). Превод от френски Бояна Петрова. София: Народна култура, 1982, 270 с.
  - 2 изд. „Див петел“ (разкази). София: Рива, 2003.
- „Петкан или Чистилището на Пасифика“ (роман). Превод от френски Мария Георгиева. Варна: Георги Бакалов, 1985.
  - 2 изд. „Петкан или Чистилището на Пасифика“ (роман). София: Агата А, 2002.
- „Петкан, или дивият живот“, София: Отечество, 1987.
- „Златната капка“ (роман). София: Народна култура, 1989, 180 с.
- „Среднощен пир на любовта“ (разкази). Превод от френски Георги Ангелов. София: Петриков, 1994.
- „Горски цар“ (роман). Превод от френски Изабела Георгиева. София: Парадокс, 1994, 345 с.
- „Метеорите“ (роман). Превод от френски Пенка Пройкова и Венелин Пройков. София: Хемус, 1997, 535 с.
- „Тримата влъхви“. Превод от френски Екатерина Петрова. София: Литера Прима, 1998, 206 с.
- „Елеазар или Изворът и къпината“ (роман). Превод от френски Георги Ангелов. Плевен: Евразия-Абагар, 1998, 95 с. ISBN 978-954-450-085-6 [5][6]
- „Х-тимен дневник“ (роман). София: Пулсио, 2005, 218 с.

### За него
- Salim Jay, Idriss, Michel Tournier, et les autres, La Différence, 1986.
- Serge Koster, Michel Tournier, Julliard, 1995, 230 p.
- Arlette Bouloumié, Le Roman mythologique, José Corti, 1997.
- Rachel Edwards, Myth and the Fiction of Michel Tournier and Patrick Grainville, Lewiston, New York, Edwin Mellen Press Ltd, 2000.
- Farid Laroussi, Écritures du sujet: Michaux, Jabès, Gracq, Tournier, Éditions Sils Maria, 2006, 184 p.
- Vladimir Tumanov, „Black/White: Michel Tournier, Anatole France & Genesis Архив на оригинала от 2017-08-09 в Wayback Machine..“ Orbis Litterarum 54 (4): 301 – 314.
- Luis Montiel, Más acá del bien en el mal. Topografía de la moral, 2003.

## Признание и награди
Носител на медал „Гьоте“ за 1993 г. Доктор хонорис кауза на Лондонския университет (1997).